# Abstracció geomètrica

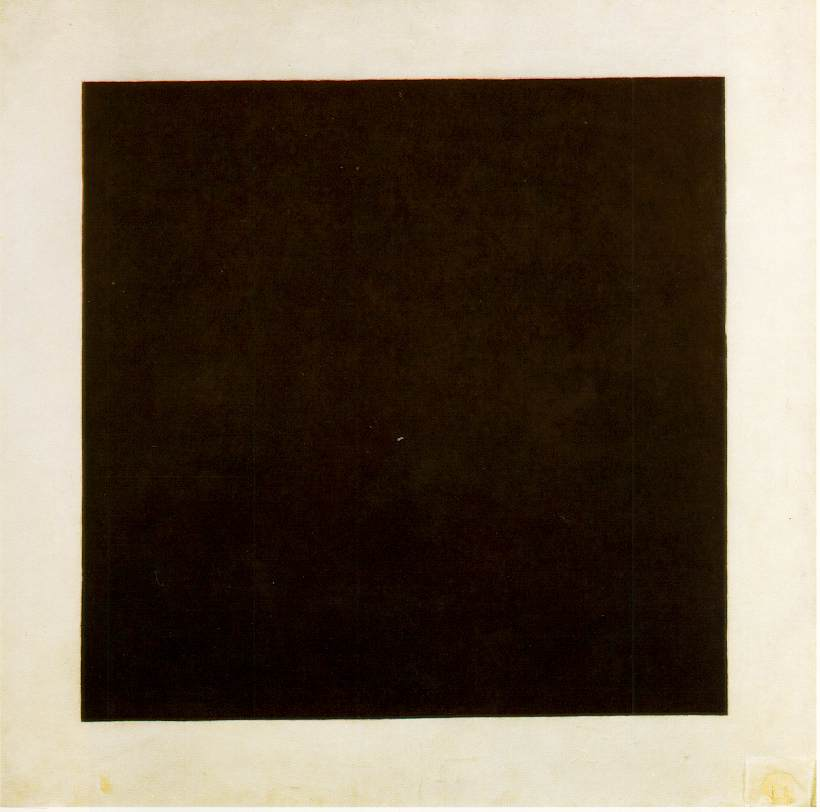
Kazimir Malèvitx, Quadrat negre sobre fons blanc, 1915, Oli sobre tela, Museu Rus de Sant Petersburg.

L'abstracció geomètrica és una forma d'art abstracte creada a la dècada de 1880 i basada en l'ús de formes geomètriques simples combinades en composicions subjectives sobre espais irreals. Sorgeix com una reacció davant l'excessiu subjectivisme dels artistes plàstics d'èpoques anteriors en un intent de distanciar-se del purament emocional. El discurs crític d'aquests artistes es complementa amb una exaltació exacerbada de les dues dimensions davant l'esforç de la majoria dels moviments anteriors per intentar representar una realitat tridimensional.

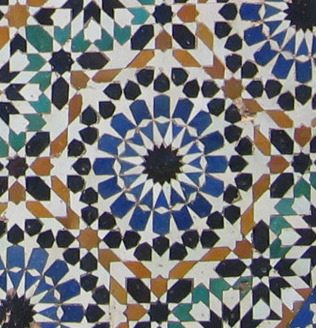
Detall d'un rajola a Meknes, Marroc.

Va ser Hilma af Klint la seva principal precursora. Vassili Kandinski, Kazimir Malèvitx i Piet Mondrian també es troben entre els seus impulsors i qui es pot apreciar la influència d'antigues cultures que van utilitzar la geometria com a expressió artística i decorativa. És el cas de les ceràmiques i mosaics que es conserven de l'art islàmic, obligat pel precepte religiós d'evitar la representació de la figura humana. També les cultures clàssiques de l'antiga Grècia i la Roma imperial, en les quals es van utilitzar amb profusió elements decoratius sense referents recognoscibles en la realitat.
La pintura abstracta expressionista de la qual són representants creadors com Hilma af Klint, Jackson Pollock, Franz Kline, Clyfford Still, i Wols, representen exactament el contrari de l'abstracció geomètrica.
Entre els artistes més representatius de l'abstracció geomètrica es troben Vassili Kandinski, Kazimir Malèvitx, Alexander Rodchenko, František Kupka, Theo van Doesburg, Sophie Taeuber-Arp, Piet Mondrian, Victor Vasarely, Max Bill i Frank Stella.